# Mały Miś i jego przyjaciele
Mały Miś i jego przyjaciele (oryg. The Little Bear Movie, 2001) – film animowany o przygodach Małego Misia oparty na książeczkach Else'a Holmelunda Minarika. Mały Miś pomaga w nim innemu niedźwiadkowi, Kubie, odnaleźć rodziców.

## Wersja polska
- Jacek Wolszczak – Mały Miś